# تفاله (فیلم)
تفاله (انگلیسی: Scum) یک فیلم درام بریتانیایی به کارگردانی آلن کلارک است که در سال ۱۹۷۹ منتشر شد.

## بازیگران
- ری وینستون
- میک فورد
- جولیان فیرت
- جان بلاندل
- فیل دنیلز
- ری بردیس
- جان روگن
- پیتر هاول
- فیلیپ جکسون